# ایان پرسی
ایان پرسی (انگلیسی: Iain Percy; ۲۱ مارس ۱۹۷۶) قایقران بادبانی اهل بریتانیا است.
وی در مسابقات کشوری و بین‌المللی در مجموع برندهٔ ۶ مدال طلا، ۲ مدال نقره، ۴ مدال برنز شده‌است.